# بومون‌هیمه

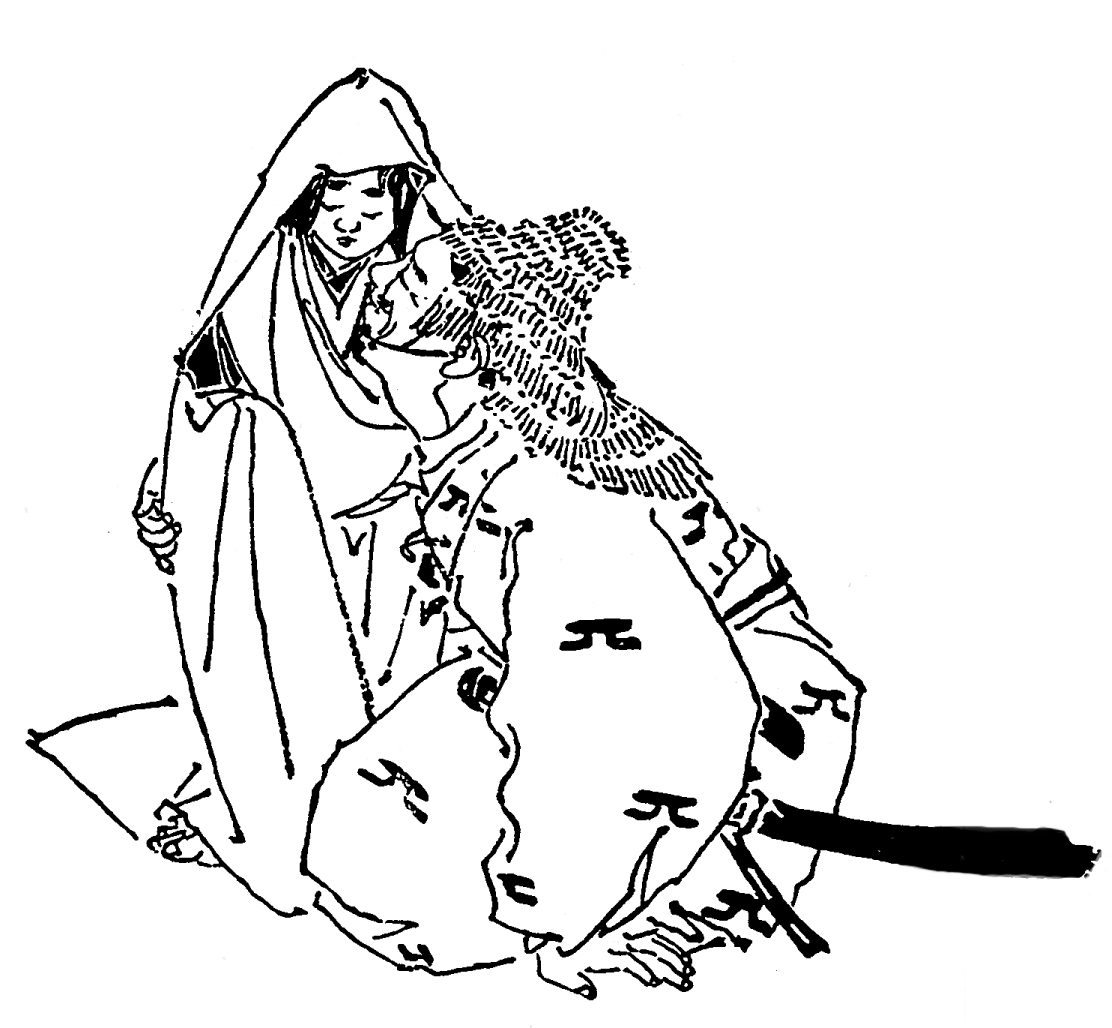

بومون‌هیمه (به ژاپنی: 坊門姫)؛ متولد ۱۱۵۴ یا ۱۱۴۵، مرگ ۱۱۹۰ (میلادی)، یک زن در اواخر دوره هی‌آن و اوایل دوره کاماکورا وی دختر میناموتو نو یوشیتومو و خواهر نخستین شوگون از شوگون‌سالاری کاماکورا،  میناموتو نو یوریتومو همسر اصلی ایچیجو یوشییاسو اهل ژاپن بود.